# South (kráter na Měsíci)

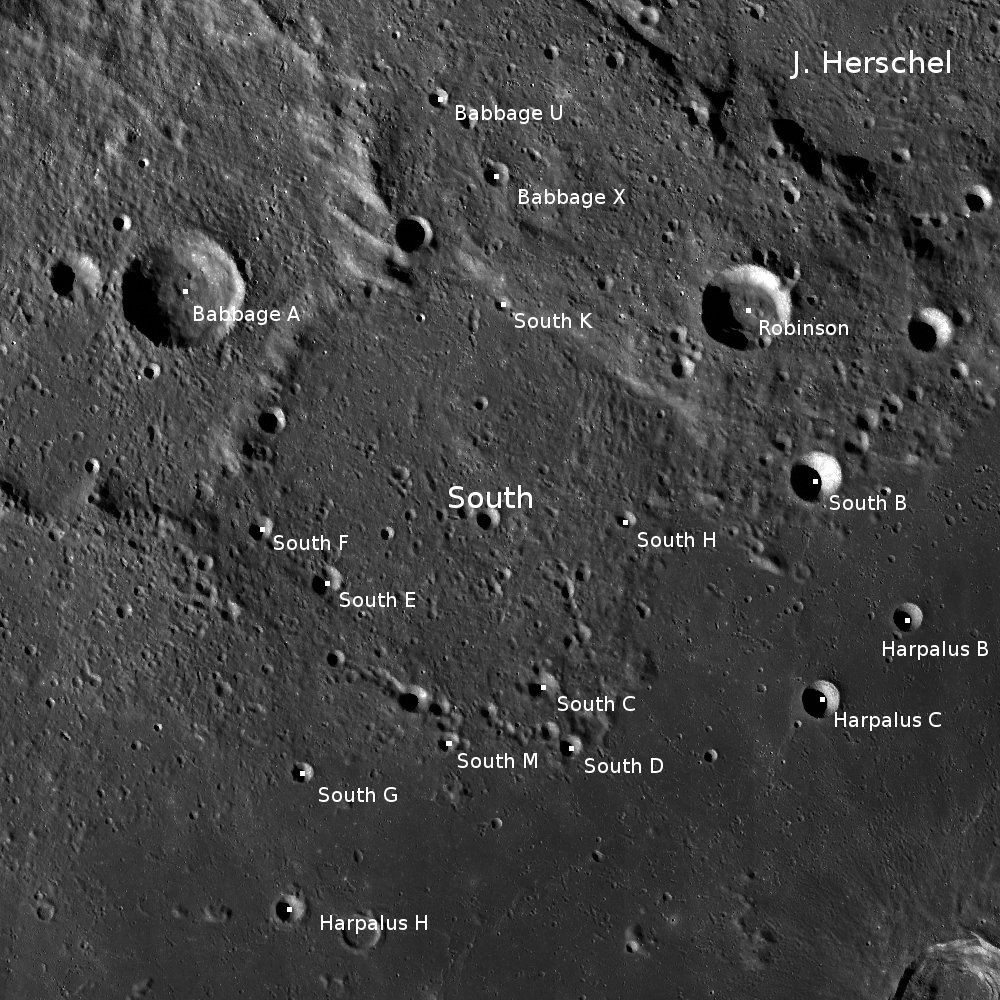
Okolí kráteru South

South je velký a starobylý kráter typu valová rovina nacházející se na severním pomezí Sinus Roris (Záliv rosy) a Mare Frigoris (Moře chladu) na přivrácené straně Měsíce. Má průměr 108 km. Je pojmenován podle anglického astronoma Jamese Southa. Jeho okrajový val je zachovalý jen částečně, nejvíce v severozápadní části. Jižní část praktický chybí, tudy se dovnitř dostala v minulosti láva, která jej zaplavila.
South na severozápadě sousedí s další valovou rovinou Babbage.
Severovýchodně lze nalézt kráter Robinson a ještě o něco dále rozlehlý J. Herschel. Jihovýchodně leží v Moři chladu kráter Harpalus.

## Satelitní krátery
V okolí kráteru se nachází několik dalších kráterů. Ty byly označeny podle zavedených zvyklostí jménem hlavního kráteru a velkým písmenem abecedy.
| South | Sel. šířka | Sel. délka | Průměr |
| ----- | ---------- | ---------- | ------ |
| A     | 57.1° S    | 49.9° Z    | 6 km   |
| B     | 57.5° S    | 44.9° Z    | 14 km  |
| C     | 55.8° S    | 49.4° Z    | 7 km   |
| D     | 55.2° S    | 48.8° Z    | 5 km   |
| E     | 56.7° S    | 52.8° Z    | 8 km   |
| F     | 57.2° S    | 53.9° Z    | 7 km   |
| G     | 55.1° S    | 53.3° Z    | 6 km   |
| H     | 57.2° S    | 47.8° Z    | 4 km   |
| K     | 59.1° S    | 49.9° Z    | 3 km   |
| M     | 55.4° S    | 51.0° Z    | 6 km   |